# BOE Technology
BOE Technology (chinois simplifié : 京东方科技集团股份有限公司 ; pinyin : Jīngdōngfāng kējì jítuán gǔfèn yǒuxiàn gōngsī) est une entreprise chinoise spécialisée dans la fabrication d'écran plat.

## Historique
BOE est fondé en 1993.
En 2019, BOE devient le premier fabricant d'écran plat au monde devant Samsung et LG avec une part de marché de 21 %.